# Old State House (Boston)
The Old State House és un edifici històric de Boston, Massachusetts. Construït el 1713, va ser la seu del Tribunal General de Massachusetts fins al 1798. Es troba a la intersecció dels carrers Washington i State, i és un dels edificis públics més antics dels Estats Units.
Va ser construït el 1713 i és l'edifici més vell de Boston (el Faneuil Hall és del 1740) i va ser la seu del Govern colonial britànic fins a la independència. És un dels molts punts històrics que recorre la Freedom Trail (o Senda de la Llibertat). Va ser el lloc de la massacre de Boston del 5 de març de 1770, que va ser l'espurna que va fer saltar la Revolució nord-americana.
Un dels punts de referència del Freedom Trail (o Senda de la Llibertat). de Boston, és l'edifici públic més antic que es conserva a Boston i ara serveix com a museu d'història que, fins al 2019, va ser gestionat per la Bostonian Society. L'1 de gener de 2020, la Bostonian Society es va fusionar amb la Old South Association de Boston per formar Revolutionary Spaces. L'Old State House va ser designat Monument Històric Nacional el 1960 i Monument de Boston per la Comissió de Monuments de Boston el 1994.

## Història

### Seu del govern de la colònia 1713–1776
L'edifici anterior, la casa de fusta de 1657, havia cremat en l'incendi de 1711. L'actual Old State House, de maó, va ser construït entre 1712 i 1713, i possiblement dissenyat per Robert Twelves. Alguns historiadors atribueixen a Thomas Dawes ser l'arquitecte, però era d'una generació posterior. Les seves contribucions probablement van arribar cap al 1772, després d'un període de quatre anys en què l'Assemblea General es va haver de reunir a Cambridge a causa de l'ús britànic de l'edifici com a caserna militar (que va provocar danys considerables).

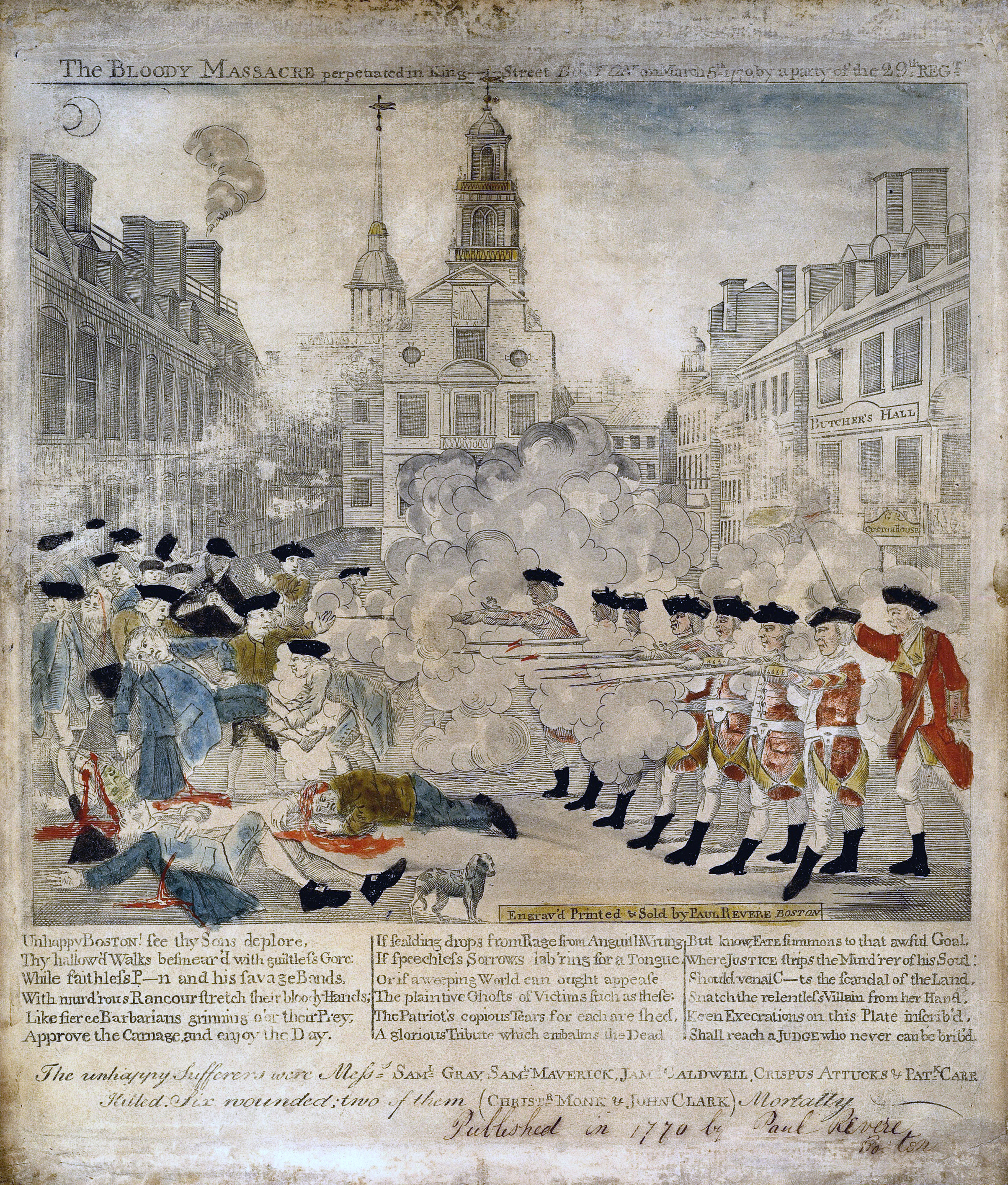
Aquest gravat de Paul Revere, que retrata la massacre de Boston, mostra l'Old State House de manera destacada darrere de l'acció.

L'edifici albergava una Borsa de Comerciants al primer pis i magatzems al soterrani. Al segon pis, el costat est contenia la Sala del Consell del Governador Reial, mentre que l'extrem oest del segon pis contenia sales per als Tribunals del Comtat de Suffolk i el Tribunal Suprem Judicial de Massachusetts. La part central contenia les cambres de la legislatura electa de Massachusetts, el Tribunal General. Aquesta cambra destaca per incloure galeries públiques, el primer exemple conegut d'aquesta característica que s'inclou en una cambra per a funcionaris electes del món de parla anglesa.
El 5 de març de 1770 es va produir la massacre de Boston davant de l'edifici del carrer Devonshire. El tinent governador Thomas Hutchinson es va aixecar al balcó de l'edifici per parlar amb la gent, ordenant a la multitud que tornés a casa seva.
Una característica notable era la parella de figures de fusta de set peus d'alçada que representaven un lleó i un unicorn, símbols de la monarquia britànica. Un escut d'armes reial va ser retirat més tard de les sales del Consell durant la Revolució pels lleials que fugien de la llavors colònia i que ara es troba a l'església anglicana de la Trinitat a Saint John, New Brunswick des de 1791. L'escut d'armes es troba ara a la nau després d'haver sobreviscut a l'incendi de Trinity el 1877.

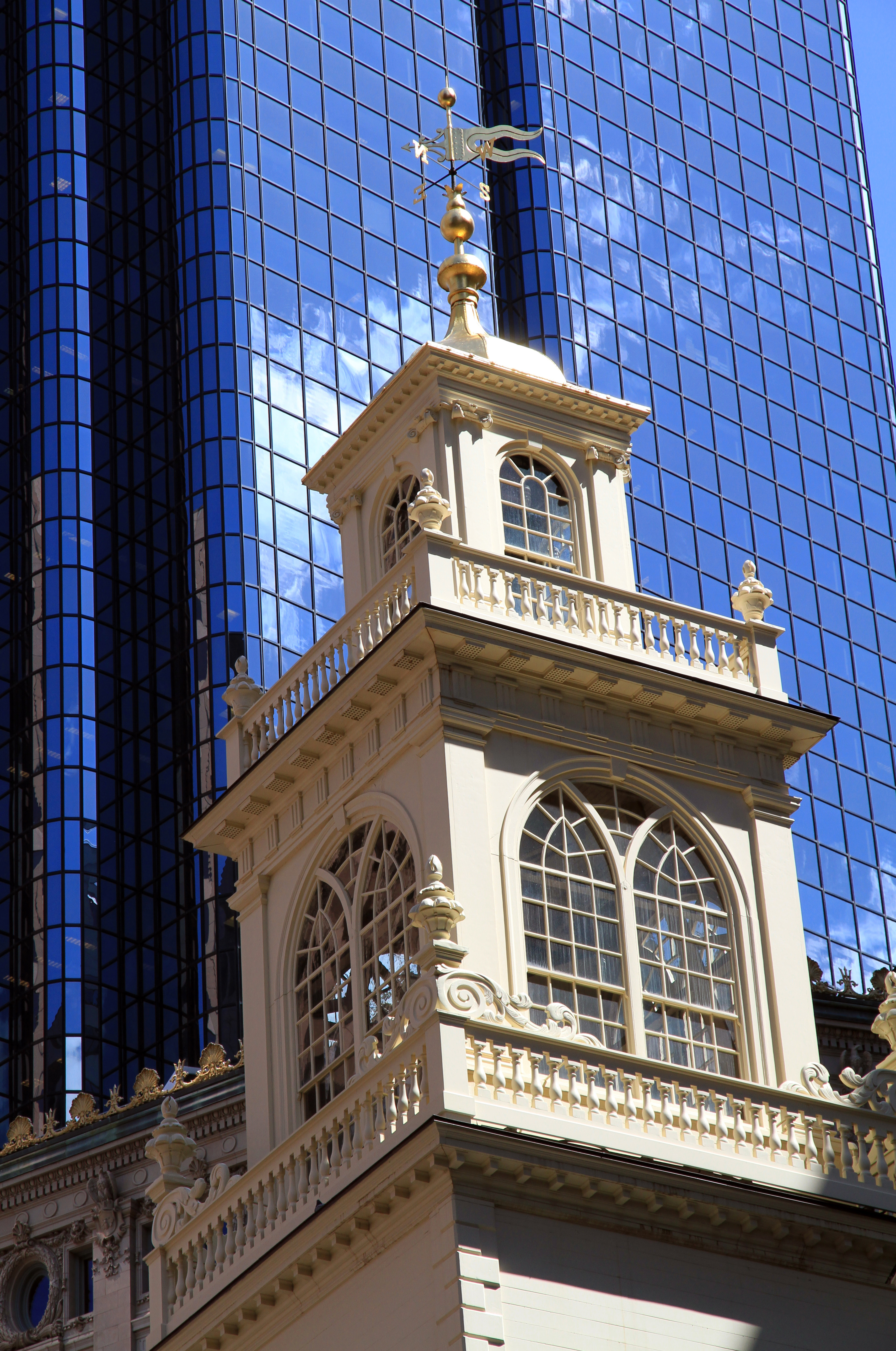
Torre de l'Old State House.

### Seu del govern estatal 1776–1798
Després de la revolució americana, l'edifici va servir com a seu del govern de l'estat de Massachusetts abans del seu trasllat a l'actual Massachusetts State House el 1798. El 18 de juliol de 1776, la Declaració d'Independència va ser proclamada des del balcó del costat est a multituds jubilants pel coronel. Thomas Crafts (un dels Fills de la Llibertat). A la una, Crafts es va aixecar a la Sala del Consell i el va llegir als membres. Aleshores, el seu compatriota xèrif William Greenleaf va intentar llegir-lo des del balcó, però només va poder recollir un xiuxiueig. Llavors Crafts es va posar al costat del xèrif i el va llegir des del balcó amb un to estentori. Per a la majoria de la gent, va ser una ocasió festiva, ja que aproximadament dos terços dels residents de Boston van donar suport a la revolució. El lleó i l'unicorn de dalt de l'edifici van ser retirats i cremats en una foguera al carrer King.

### Boston hall
De 1830 a 1841, l'edifici va ser l'ajuntament de Boston. Anteriorment, les oficines de la ciutat havien estat al Palau de Justícia del Comtat. L'any 1830, Isaiah Rogers va alterar l'interior de l'edifici en un estil renaixentista grec, sobretot afegint-hi l'escala de cargol que queda avui. L'edifici va ser danyat per un incendi el 1832.
Durant aquest període, l'Ajuntament va compartir l'edifici amb l'oficina de correus de Boston i diverses empreses privades. El 21 d'octubre de 1835, l'alcalde Theodore Lyman, Jr. va donar refugi temporal a William Lloyd Garrison, l'editor del diari abolicionista The Liberator, que estava sent perseguit per una turba violenta. Garrison es va mantenir segur a l'Old State House fins que va ser conduït a la presó de Leverett Street, on va ser protegit durant la nit però acusat d'incitar un motí. El 1841, l'Ajuntament es va traslladar a l'antic Palau de Justícia del Comtat de Suffolk, al carrer School.

## Rèpliques
- Brockton Fairgrounds, Brockton, MA[17][18]
- Curry College, Milton, MA; Residència tradicional, North Side[19]
- Exposició dels Estats de l'Est ("The Big E"), West Springfield, MA; Secció de l'Avinguda dels Estats[20][21]
- Jamestown, Virginia Expo. de 1907, secció d'edificis estatals
- Districte cívic de Weymouth, ajuntament de Weymouth, MA

## Galeria

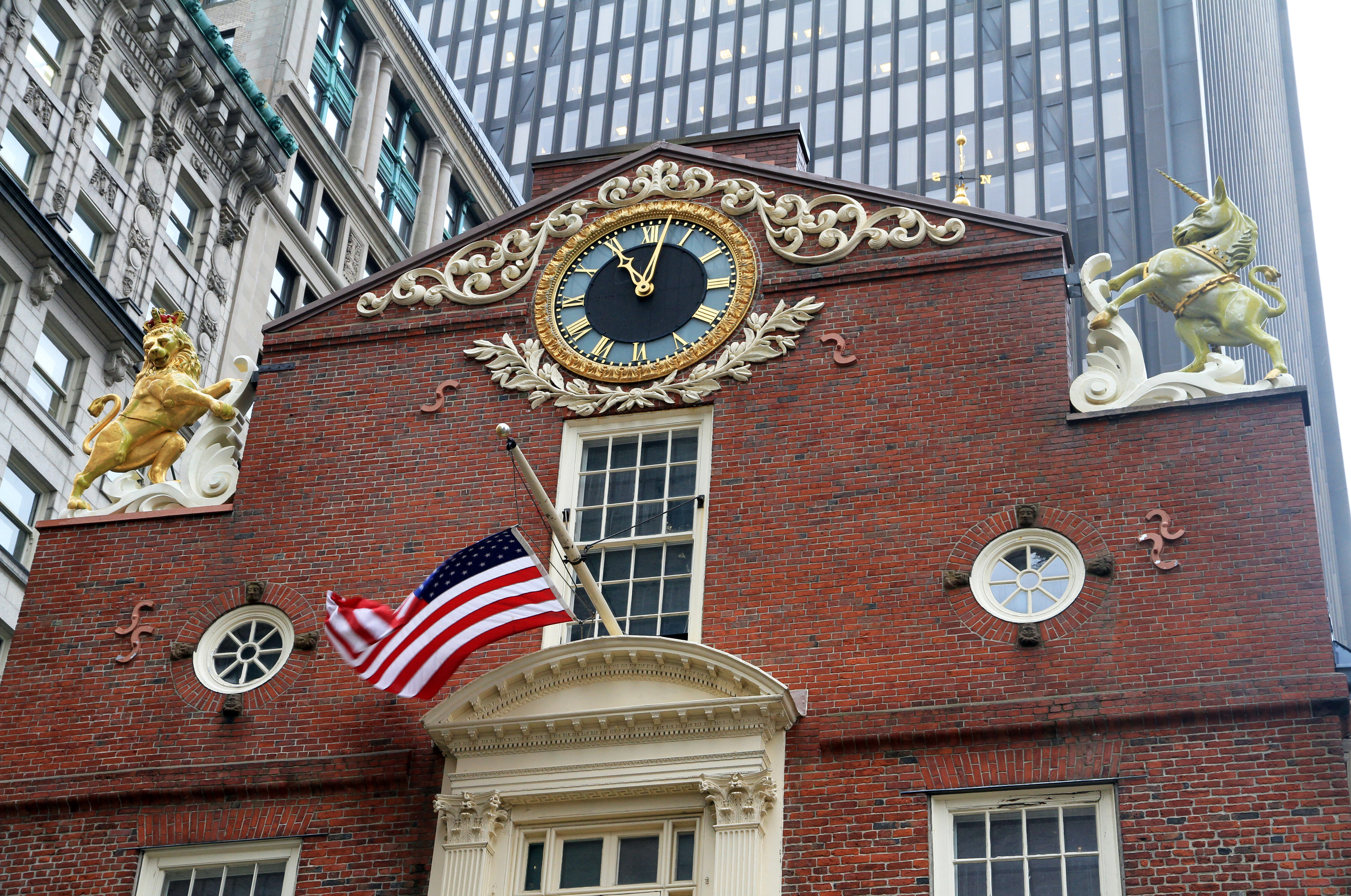
Detall de la façana principal de l'Old State House.
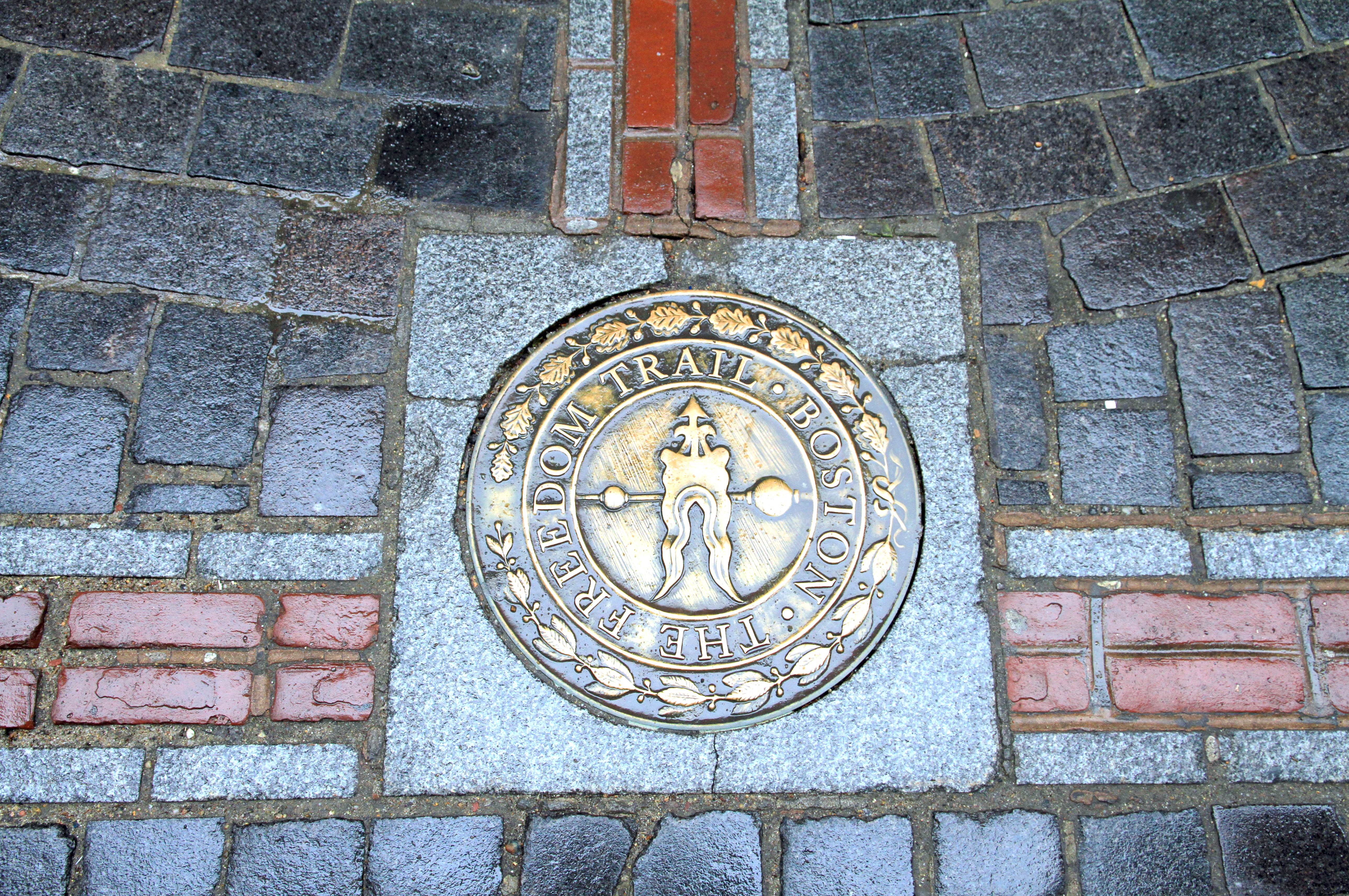
Signe a terra que indica la Freedom Trail o Senda de la Llibertat.
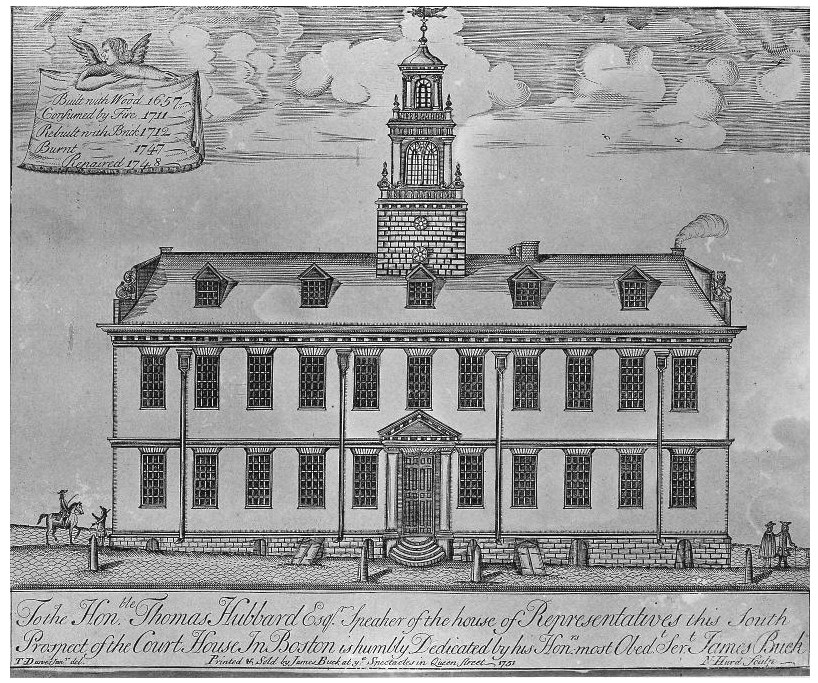
La "Casa de Justícia" l'any 1751
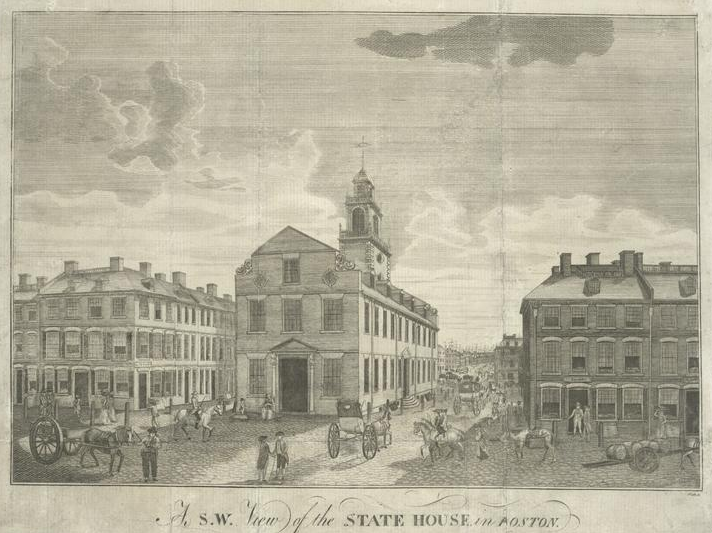
Gravat de Samuel Hill, publicat a la revista Massachusetts, 1793
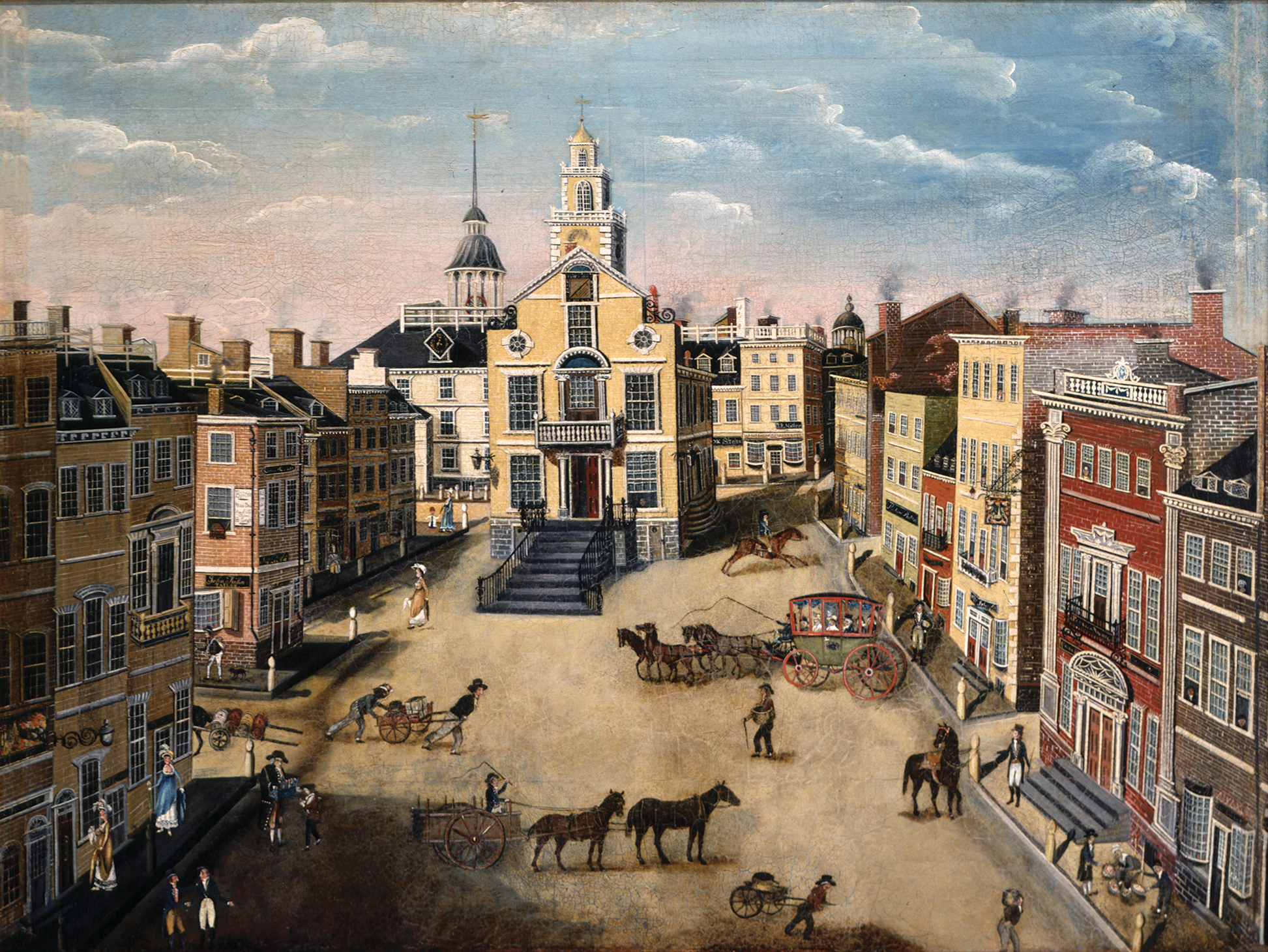
State Street, 1801, de J. Marston
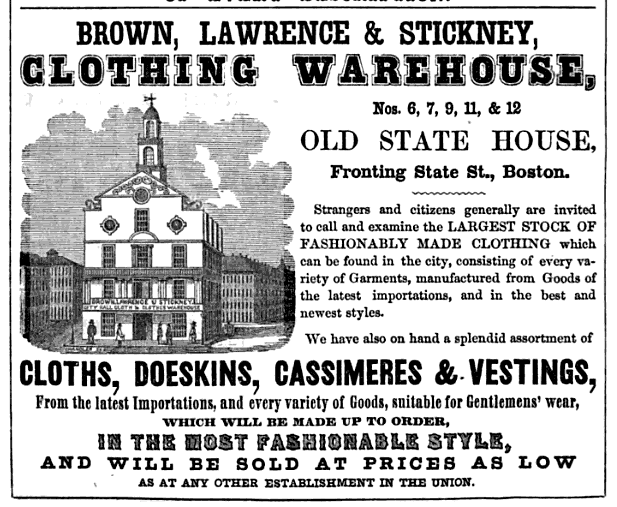
Anunci del magatzem de roba a l'Old State House, 1849
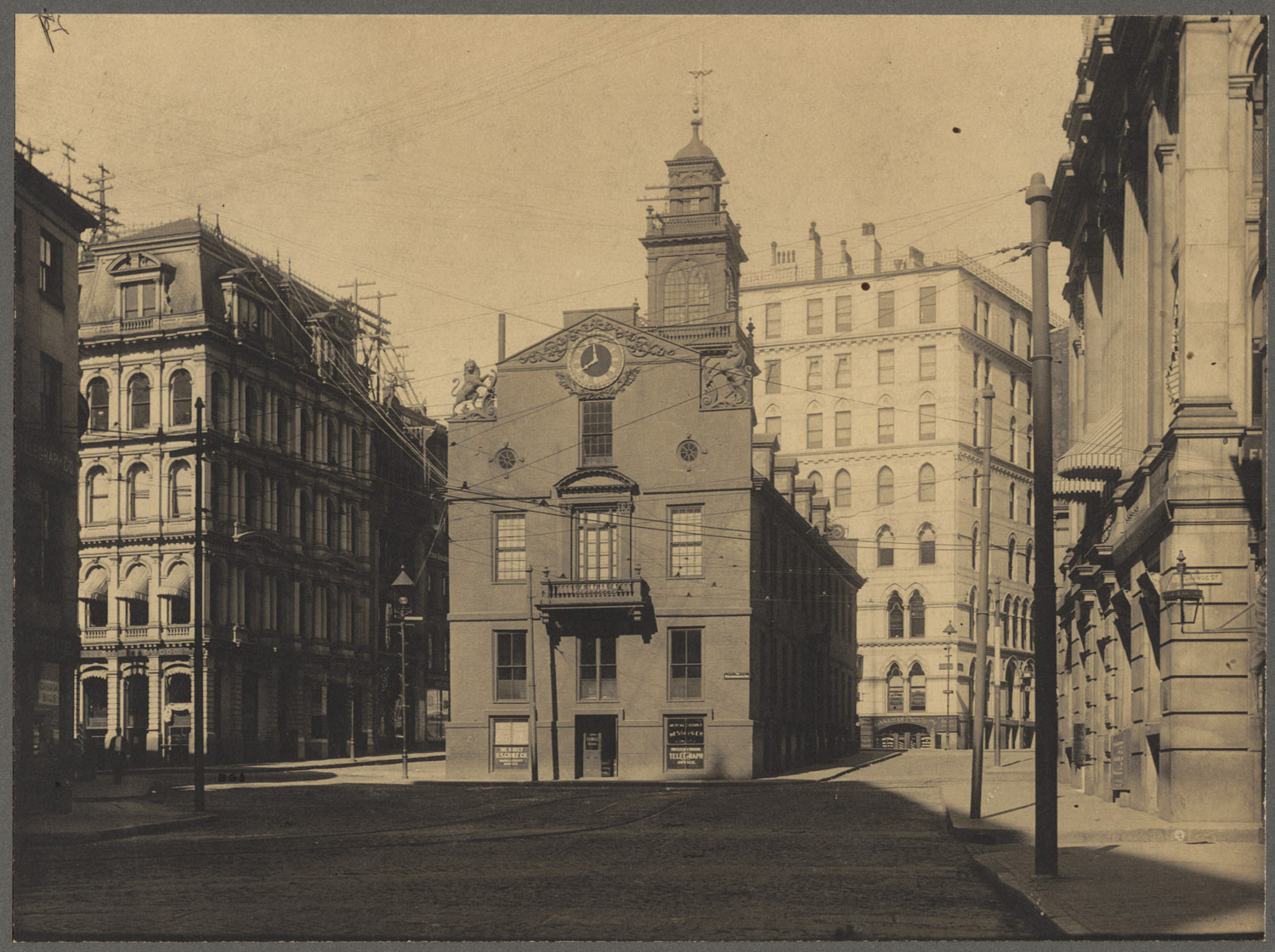
Old State House, c. foto de 1898.
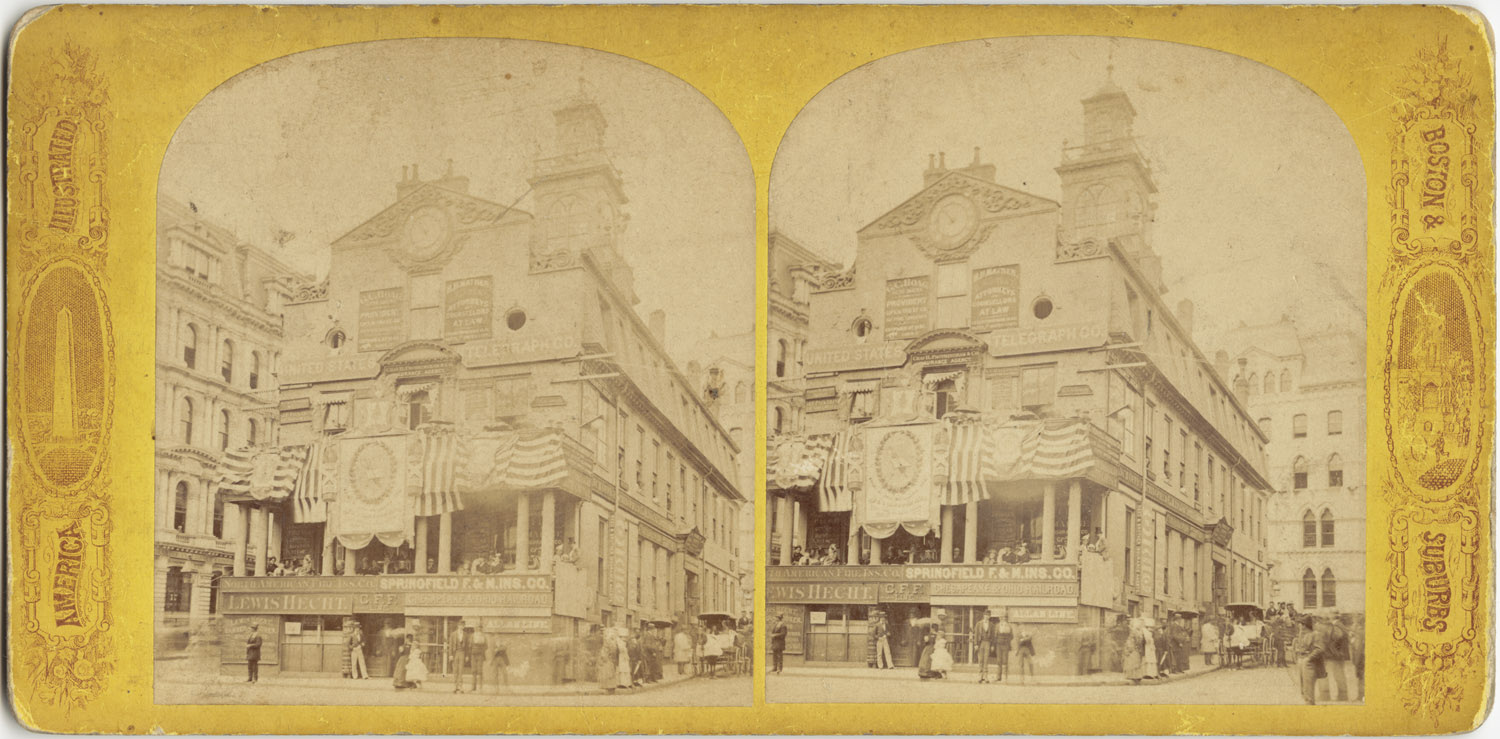
Old State House, segle XIX
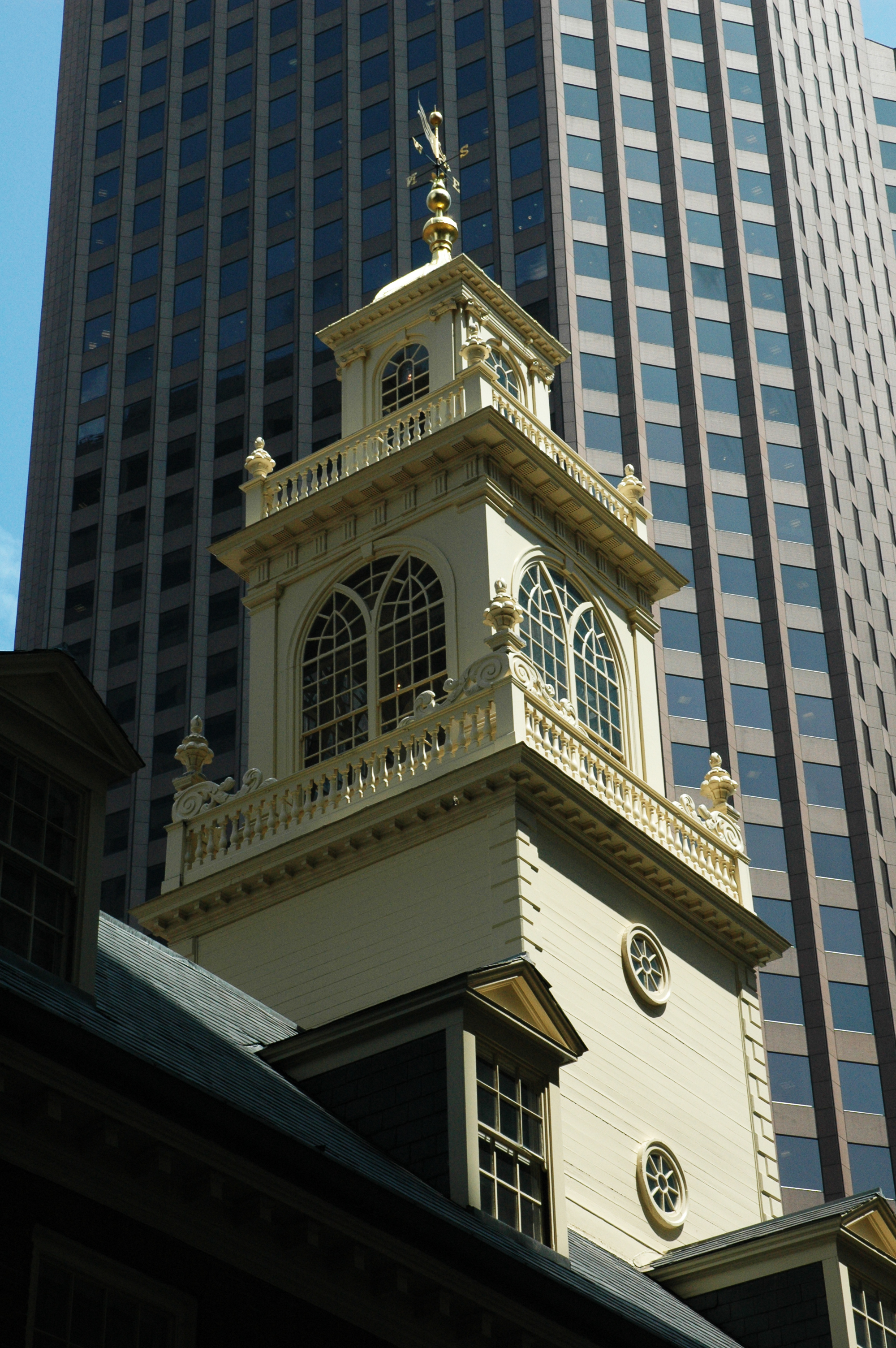
La torre un any abans de la restauració, 2007
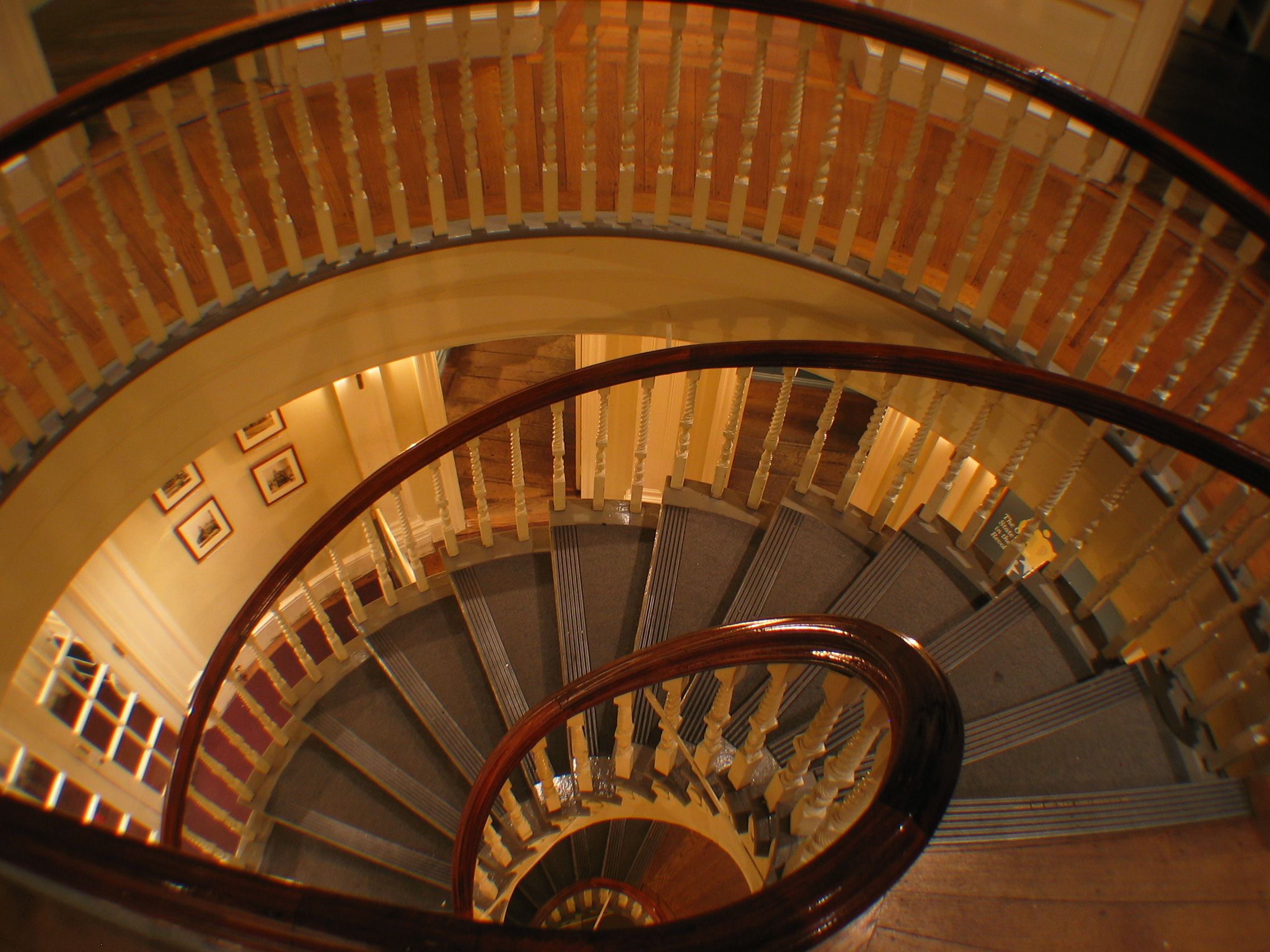
L'escala de cargol de l'Old State House
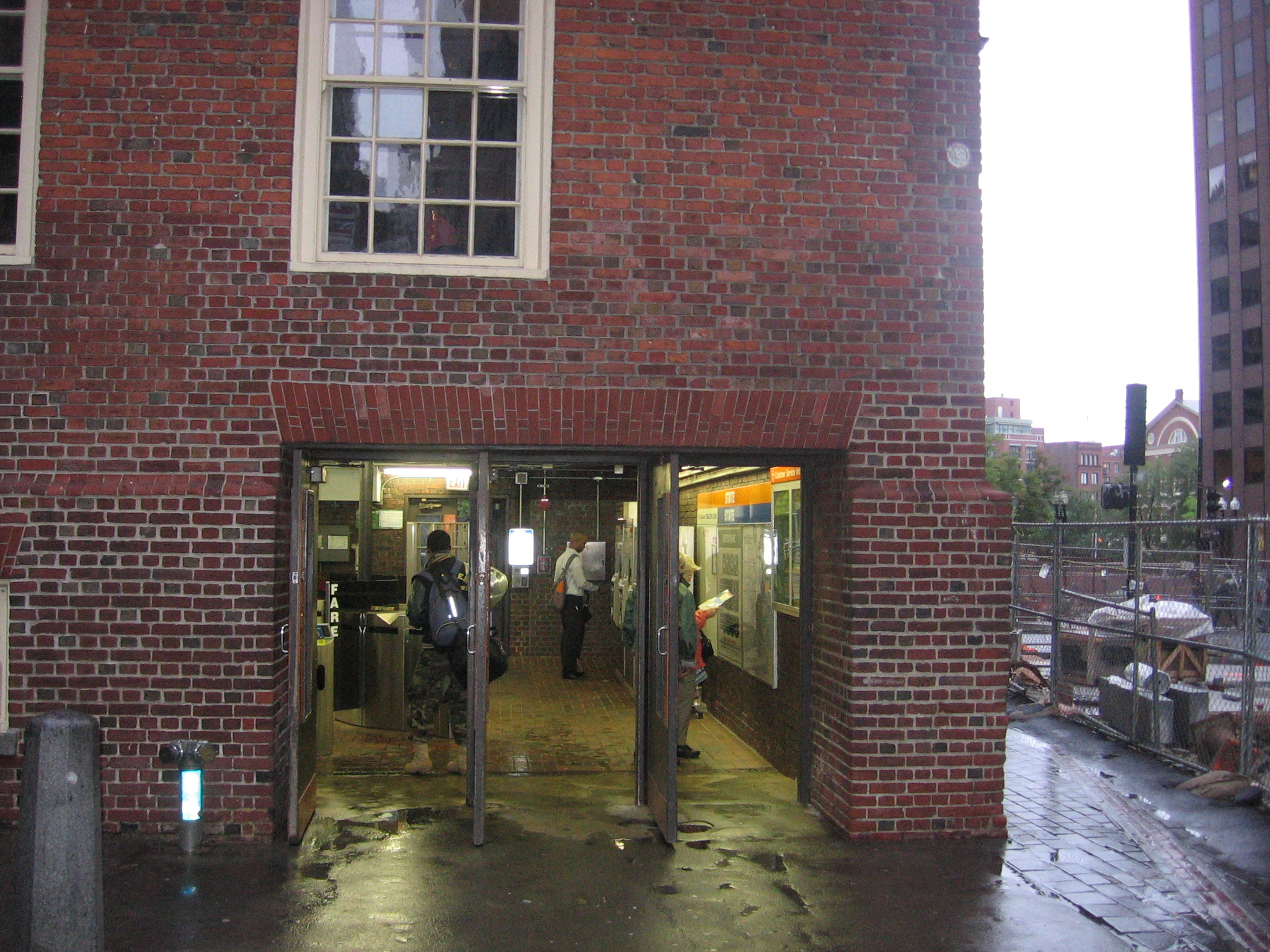
Entrada del carrer Devonshire a l'estació de metro estatal